# アザー・ヴォイセズ (ポール・ヤングのアルバム)
『アザー・ヴォイセズ』（Other Voices）は、イングランドの歌手ポール・ヤングが1990年に発表した、ソロ名義では4作目のスタジオ・アルバム。

## 背景
レコーディングは主にロンドンとロサンゼルスで行われ、ピノ・パラディーノは両方のセッションでベースを弾いており、ロサンゼルス・セッションにおけるドラムスはヴィニー・カリウタが担当した。収録曲のうち最後にレコーディングされた「ア・リトル・ビット・オブ・ラヴ」（フリーのカヴァー）のみ、ナイル・ロジャースのプロデュースによるニューヨーク録音だが、同曲におけるデヴィッド・ギルモアのギター・ソロはロンドンで録音された。
「コーリング・ユー」は映画『バグダッド・カフェ』で使用された曲のカヴァーで、スティーヴィー・ワンダーがハーモニカ・ソロを提供した。ヤングとマーティン・ペイジが共作した曲のうち「I'm Not Hearing You」はアウトテイクとなり、ペイジは2019年、自身のSoundcloudページで同曲のデモ音源を公開した。

## 反響・評価
全英アルバムチャートでは11週トップ100入りし、最高4位を記録した。全英シングルチャートでは、先行シングル「ソフトリー・ウィスパリング・アイ・ラヴ・ユー」が21位に達し、以後「オー・ガール」が25位、「ヘヴン・キャン・ウェイト」が71位、「コーリング・ユー」が57位を記録した。
アメリカのBillboard 200では最高142位に終わり、ヤングのアルバムとしては初めて全米トップ100入りを逃す結果となった。ただし、シングル「オー・ガール」は総合シングル・チャートのBillboard Hot 100で8位に達し、「エヴリタイム・ユー・ゴー・アウェイ」（1985年）以来5年ぶりの全米トップ10シングルとなった。
Stepehn Thomas Erlewineはオールミュージックにおいて5点満点中3点を付け「生ぬるい『ビトゥイーン・トゥー・ファイアーズ』からの再起を果たした」と評している。

## 収録曲
1. ヘヴン・キャン・ウェイト - "Heaven Can Wait" (Paul Rutter) – 4:11
2. ア・リトル・ビット・オブ・ラヴ - "A Little Bit of Love" (Paul Rodgers, Paul Kossoff, Andy Fraser, Simon Kirke) – 3:52
3. ソフトリー・ウィスパリング・アイ・ラヴ・ユー - "Softly Whispering I Love You" (Roger Cook, Roger Greenaway) – 4:14
4. トゥゲザー - "Together" (Paul Young, Martin Page) – 4:33
5. ストップ・オン・バイ - "Stop on By" (Bobby Womack, Terry Thomas) – 5:23
6. アワ・タイム・ハズ・ハム - "Our Time Has Come" (P. Young, M. Page) – 4:39
7. オー・ガール - "Oh Girl" (Eugene Record) – 3:36
8. ライト・アバウト・ナウ - "Right About Now" (P. Young, M. Page) – 5:11
9. イッツ・ホワット・シー・ディドント・セイ - "It's What She Didn't Say" (Peter Wolf, Ina Wolf) – 5:04
10. コーリング・ユー - "Calling You" (Bob Telson) – 5:11

### 日本盤ボーナス・トラック
1. DOLCEMENTE MORMORO TI AMO（ソフトリー・ウィスパリング・アイ・ラヴ・ユー） - "Dolcemente Mormoro Ti Amo" (R. Cook, R. Greenaway) – 5:10

## 参加ミュージシャン
- ポール・ヤング - ボーカル(all songs)、アコースティック・ギター(on #3)
- ポール・ウィッケンズ - ピアノ(on #1, #3, #4, #8)、オルガン(on #1, #4)
- リチャード・コトル - キーボード(on #1, #5)、オルガン(on #3)
- リチャード・ヒルトン - プログラミング(on #2)
- ウォーン・リヴゼイ - シンセサイザー(on #3)、プログラミング(on #3, #4, #8)、アコースティック・ギター(on #3)、キーボード(on #4, #8)、ギター(on #8)
- スティーヴ・ウィンウッド - オルガン(on #5)
- マーティン・ペイジ - キーボード(on #6, #8)、パーカッション(on #6)、バッキング・ボーカル(on #6)、プログラミング(on #8)
- ラリー・ウィリアムズ - キーボード(on #6)、プログラミング(on #6)、サクソフォーン(on #6)
- ピート・ウィングフィールド - ピアノ(on #7)
- ピーター・ウルフ - キーボード(on #9, #10)
- スティーヴ・ボルトン - リズムギター(on #1)
- デヴィッド・ギルモア - リードギター(on #1)、ギター・ソロ(on #2)
- ナイル・ロジャース - ギター、プログラミング(on #2)
- ロビー・マッキントッシュ - ギター(on #3, #4)
- ドミニク・ミラー - アコースティック・ギター(on #3)、ギター(on #8)
- ニール・ハバード - ギター(on #5)
- ダン・ハフ（英語版） - ギター(on #6)
- ロバート・アーワイ - ギター(on #7)
- デヴィッド・ウィリアムス - ギター(on #9)
- ドリ・カイミ - ギター、バッキング・ボーカル(on #10)
- ピノ・パラディーノ - ベース(on #1, #3, #4, #5, #9, #10)
- ジュリアン・クランプトン - ベース(on #7)
- ニール・コンティ - ドラムス(on #1)
- アンドレス・レヴィン - ドラム・サンプリング(on #2)
- マヌ・カチェ - ドラムス(on #3, #4, #5, #8)
- ヴィニー・カリウタ - ドラムス(on #6, #9, #10)
- グレアム・ウォード - ドラムス(on #7)
- ダニー・カミングス - パーカッション(on #4, #5)
- ガイ・バーカー - フリューゲルホルン(on #4)
- スティーヴィー・ワンダー - ハーモニカ(on #10)
- アン・ダッドリー - ストリングス(on #3, #7)
- チャカ・カーン - ハーモニー・ボーカル(on #1)
- ジョージ・チャンドラー - バッキング・ボーカル(on #1, #3, #4, #7)
- ジミー・チェンバース - バッキング・ボーカル(on #1, #3, #4, #7)
- ジミー・ヘルムス - バッキング・ボーカル(on #1, #3, #4, #7)
- アヴァ・チェリー - バッキング・ボーカル(on #1, #8)
- ベルヴァ・ヘイニー - バッキング・ボーカル(on #1, #8)
- ビヴァリー・スキート - バッキング・ボーカル(on #1, #8)
- フォンジー・ソーントン（英語版） - バッキング・ボーカル(on #2)
- ラミア - バッキング・ボーカル(on #2)
- ミシェル・コブス - バッキング・ボーカル(on #2)
- ロバート・カー - バッキング・ボーカル(on #3)
- キャロル・トンプソン - バッキング・ボーカル(on #3)
- ジョアン・トッド - バッキング・ボーカル(on #3)
- マーリン・サザーランド - バッキング・ボーカル(on #3)
- ポール・リー - バッキング・ボーカル(on #3)
- ジョー・ピズーロ - バッキング・ボーカル(on #6, #9)
- フィリス・セント・ジェイムズ - バッキング・ボーカル(on #6)
- トミー・ファンダーバーク - バッキング・ボーカル(on #6)
- ダリル・フィネシー - バッキング・ボーカル(on #9)
- オレン・ウォーターズ - バッキング・ボーカル(on #9)
- フィリップ・イングラム - バッキング・ボーカル(on #9)
- Carlos Fuentes, Liliana Chachian - スパニッシュ・コーラス(on #4)